# Apospasta rubiana
Apospasta rubiana là một loài bướm đêm trong họ Noctuidae.